# Vladimír Janko
Vladimir Janko (ur. 8 sierpnia 1917 w Nosislaviu, zam. 14 marca 1968 w Pradze) – czechosłowacki wojskowy, generał pułkownik, poseł do parlamentu Czechosłowacji w latach 1954–1960.

## Życiorys
Urodził się w biednej rodzinie ślusarza, wyznania ewangelickiego (bracia czescy). Ukończył gimnazjum realne w Brnie.
W dniu 4 października 1936 roku powołany został do wojska w 43 pułku piechoty w Brnie. Z tego pułku został skierowany do szkoły oficerów rezerwy przy 6 Dywizji Piechoty. Szkołę tę ukończył w dniu 16 września 1937 roku, po czym jako ochotnik wstąpił do akademii wojskowej w Hranicach, którą ukończył 14 sierpnia 1938 roku. Po ukończeniu szkoły przydzielony został do 47 pułku piechoty w Mlade Boleslaviu początkowo do 10 kompanii, od do 15 stycznia 1939 roku do 7 kompanii, gdzie odbywał kurs aplikacyjny dla poruczników.
Po zajęciu przez Niemcy Czechosłowacji i utworzeniu Protektoratu Czech i Moraw w dniu 15 czerwca 1939 roku wystąpił z wojska i wstąpił do wojskowej organizacji konspiracyjnej „Obrona Narodu”. W sierpniu 1939 roku zbiegł do Polski i 26 sierpnia 1939 roku wstąpił do Legionu Czechów i Słowaków.
Po wkroczeniu do Polski oddziałów radzieckich w dniu 18 września 1939 roku został internowany wraz z oddziałem Legionu Czechów i Słowaków dowodzonym przez ppłk. Svobodę w Związku Radzieckim.
Po ataku Niemiec na ZSRR i podpisaniu 18 lipca 1941 roku umowy przez czechosłowacki rząd emigracyjny i ZSRR w sprawie organizacji czechosłowackich oddziałów wojskowy ze Związku Radzieckim, wstąpił do nich i od 7 lutego 1942 roku przebywał w Buzułukach, gdzie zajmował się szkoleniem najpierw 3 kompanii, a następnie szkoły podoficerskiej batalionu.
W lipcu 1942 roku został dowódcą 3 kompanii 1 Czechosłowackiego batalionu piechoty. Po skierowaniu batalionu na front, na czele kompanii wziął udział w bitwie pod Sokołowem. Po wycofaniu batalionu z frontu został dowódcą szkoły oficerskiej w nowo tworzonej 1 Czechosłowackiej Brygadzie w Nowochopiorsku. W czerwcu 1943 roku został skierowany do szkoły wojsk pancernych w Tambowie.
Po ukończeniu kursu został mianowany w dniu 26 lipca 1943 roku dowódcą batalionu czołgów w utworzonego w składzie 1 Czechosłowackiej Brygady, a 11 września 1943 został szefem sztabu tego batalionu. W składzie tego batalionu wziął udział w wyzwalaniu Kijowa i prawobrzeżnej Ukrainy. Od 3 stycznia 1944 roku pełnił obowiązki dowódcy, a 5 lutego został ponownie mianowany dowódcą 1 batalionu czołgów.
Po przeformowaniu batalionu w pułk pancerny w dniu 20 maja 1944 roku został jego dowódcą, a sierpniu 1944 roku został dowódcą 1 Czechosłowackiej Samodzielnej Brygady Pancernej, która utworzona została na bazie dowodzonego przez niego pułku.
Dowodząc brygada uczestniczył w operacji dukielskiej, a następnie morawsko-ostrawskiej, kończąc walki 8 maja 1945 roku w Ołomuncu.
Po zakończeniu wojny, pozostał na stanowisku dowódcy brygady, a latem 1945 roku został dowódcą zgrupowania wojsk w czasie polsko-czechosłowackiego konfliktu granicznego o Cieszyn. We wrześniu 1945 roku został szefem sztabu Korpusu Pancernego w Morawskiem Trebowie. 1 listopada 1945 roku został szefem sztabu wojsk pancernych Ministerstwa Obrony Narodowej.
1 stycznia 1946 roku został skierowany do Akademii Sztabu Generalnego im. Woroszyłowa w Moskwie, gdzie był słuchaczem wyższego kursu dowódców, który ukończył w maju 1947 roku.
Po powrocie w dniu 15 maja 1947 roku został wykładowcą taktyki oraz szefem katedry wojsk pancernych Wyższej Szkole Wojskowej w Pradze. Wiosną 1948 roku został szefem sztabu wojsk pancernych Ministerstwa Obrony Narodowej, a lipca 1950 roku był dowódcą korpusu pancernego w Ołomuncu. Od 20 października 1950 roku pełnił obowiązki dowódcy wojsk pancernych, a od 12 lutego 1952 roku został dowódca tych wojsk.
W 1954 roku został posłem do czechosłowackiego Zgromadzenia Narodowego (funkcję pełnił od 28 listopada 1954 do 11 czerwca 1960 roku). Należał do zwolenników Antoniego Novotnego.
Od 11 października 1956 roku był zastępcą szefa Sztabu Generalnego ds. wojsk pancernych i zmechanizowanych. 28 lipca 1958 roku został zastępcą Ministra Obrony Narodowej. 26 października 1966 roku został mianowany szefem Zarządu Głównego Wojsk Lądowych i jednocześnie zastępcą Ministra Obrony Narodowej.
W dniu 14 marca 1968 roku popełnił samobójstwo, gdy został włączony w tzw. aferę posła Jana Šejna, który zbiegł za żelazną kurtynę.

## Awanse
- sierżant podchorąży (četař-aspirant) (1937)
- porucznik (poručík) (14.08. 1938)
- nadporucznik (nadporučík) (28.10.1941)
- kapitan (kapitan) (15.02.1944, ze starszeństwem od 7.03.1944)
- kaptan sztabowy (štábní kapitan) (29.07.1944)
- major (major) (1.10.1944, ze starszeństwem od 1.05.1945)
- podpułkownik (podplukovník (17.04.1945, ze starszeństwem od 1.10.1945)
- pułkownik (plukovník) (1.04.1946, od 1.05.1947 pułkownik Sztabu Generalnego)
- generał brygady (brigádní generál) (1.10.1950)
- generał dywizji (generálporučík) (1.06.1953)
- generał pułkownik (generálplukovník) (1.10.1961)

## Odznaczenia
- Czechosłowacki Wojskowy Order Lwa Białego „Za zwycięstwo” I st.
- Order Słowackiego Powstania Narodowego
- Krzyż Wojenny Czechosłowacki 1939 (siedmiokrotnie – 13.04.1943, 20.12.1943, 17.04.1944, 27.10.1944, 23.04.1945)
- Czechosłowacki Medal za Odwagę w Obliczu Nieprzyjaciela
- Czechosłowacki Wojskowy Medal Pamiątkowy z nakładką ZSRR
- Sokołowski Medal Pamiątkowy
- Dukielski Medal Pamiątkowy
- Order Lenina (21.12.1943)[2] (ZSRR)
- Order Czerwonej Gwiazdy (ZSRR)
- Order Suworowa II st. (6.10.1945) (ZSRR)
- Medal „Za Odwagę”) (ZSRR) (13.04.1943)
- Medal „Za zwycięstwo nad Niemcami w Wielkiej Wojnie Ojczyźnianej 1941–1945” (ZSRR)
- Medal „Za wyzwolenie Pragi”
- Order Partyzanckiej Gwiazdy (31.03.1946) (Jugosławia)
- Oficerski Order Gwiazdy Rumunii za „Męstwo Wojskowe” z mieczami (20.12.1947) (Rumunia)